# Stade Pierre Aliker
Das Stade Pierre-Aliker ist ein Sportstadion in Fort-de-France, Martinique. Das Stadion bietet 16.300 Zuschauern Platz und ist damit die größte Sportanlage auf den französischen Antillen. Es wird hauptsächlich für Fußballspiele und Leichtathletikwettbewerbe genutzt.

## Name
Zunächst trug das Stadion den Namen des Ortsteils von Fort-de-France, in dem es liegt. Am 9. Februar 2007 wurde es in „Stade municipal Pierre-Aliker“ umbenannt. Namensgeber war Lamentin Pierre Aliker, ein 1907 geborener ehemaliger Bürgermeister von Fort-de-France und Delegierter Martiniques zur Nationalversammlung.

## Nutzung
In der Regel treten Fußballmannschaften von Martinique in diesem Stadion an. Dabei nutzen die Nationalmannschaft und der Club Colonial den Platz am häufigsten. Zur Eröffnung 1993 und 2005 trat die französische Fußballnationalmannschaft der Männer, 2011 die französische Fußballnationalmannschaft der Frauen hier an.
Daneben gab es im Stade Pierre-Aliker mehrere politische sowie kulturelle Veranstaltungen. Darunter waren Konzerte von Kassav’ und Lionel Richie sowie den „Grand Méchant Zouk“ im Rahmen des 40. Kulturfestivals von Fort-de-France.